# Asplenium peteri
Asplenium peteri là một loài dương xỉ trong họ Aspleniaceae. Loài này được Becherer mô tả khoa học đầu tiên năm 1929.
Danh pháp khoa học của loài này chưa được làm sáng tỏ. 